# Brudföljet

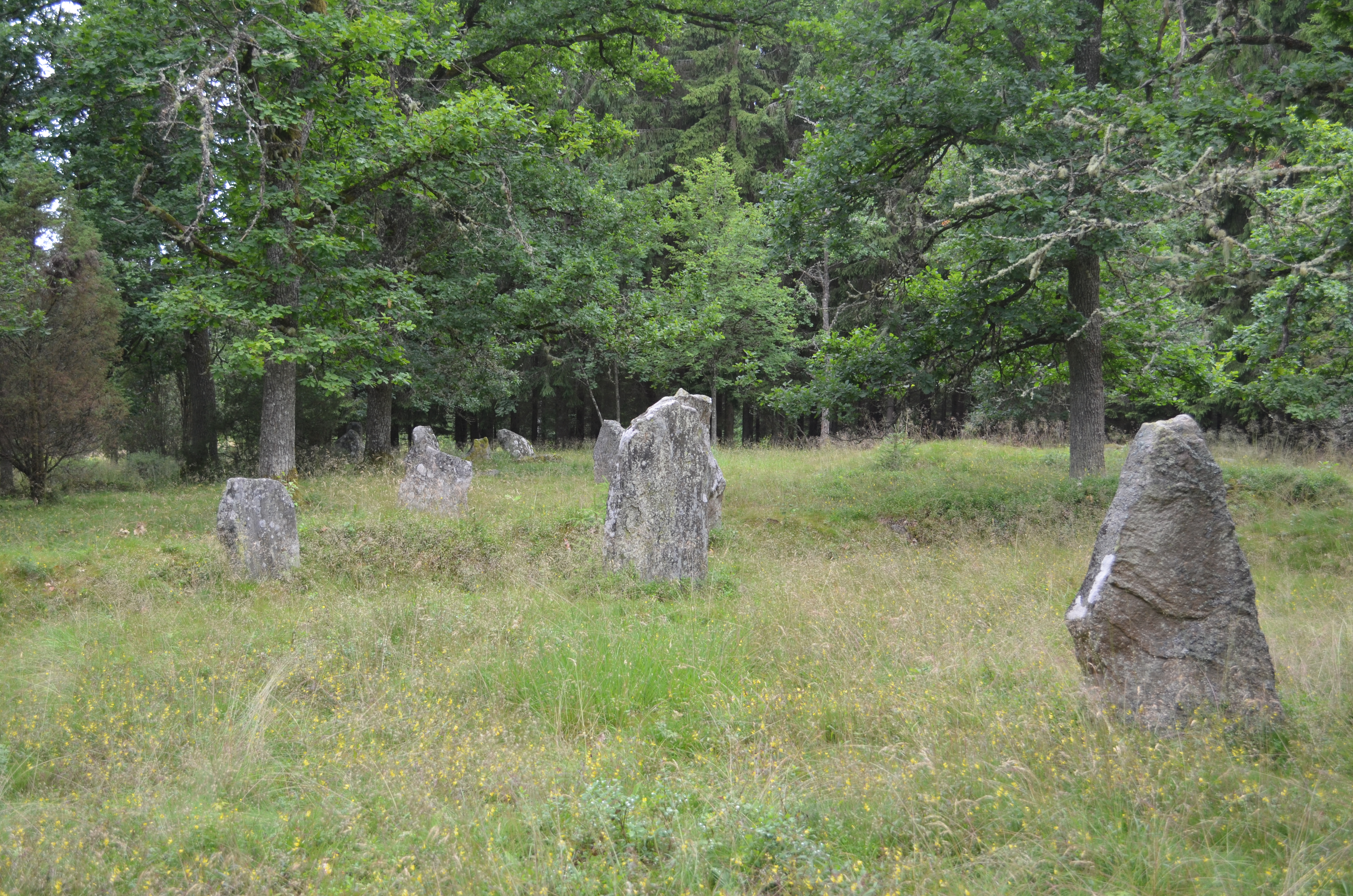
Del av fornlämningen

Brudföljet är ett gravfält från järnåldern, beläget i Hovs socken i Herrljunga kommun. 
Gravfältet består av tre domarringar, fem stensättningar och över 30 resta stenar. En del av stenarna verkar vara ordnade efter något slags system, men majoriteten verkar inte passa in. 
Platsens namn kommer från olika sägner. I en sägen går ett brudfölje över platsen. Plötsligt slog åskan ner och alla ska därmed ha blivit förvandlade till sten. I en annan sägen var det ett följe av troll som passerade över platsen. När bröllopsklockor från en närbelägen kyrka ringer förvandlas trollen till stenar som är de stenar som finns på platsen. Ett par hundra meter från Brudföljet finns också en skålgropssten med över 200 skålgropar.

## Vägbeskrivning
Starta vid Herrljunga kyrka på Storgatan. Kör mot Hudenevägen och följ sedan vägen fram till väg 181, sväng höger och sväng vid närmaste vänster. Fortsätt i 2,2 km och sväng höger i korsningen mot Falköpingsvägen. Följ vägen fram till Knipevägen och sväng vänster och sväng igen vid nästa vänster in på Ängsvägen. Sväng höger till Kyrkvägen och fortsätt 300 m. Brudföljet kommer att vara på höger sida om vägen. 